# John Wilbye
John Wilbye (Brome, Suffolk, 1574 - 1638), foi um músico inglês do período renascentista, autor de dois conjuntos de madrigais, com 64 peças (1598, 1614), das quais se destaca, Draw on, Sweet Night, Sweet Honey-sucking Bees e Weep, Weep, Mine Eyes.